# 隆羅克 (愛荷華州)
隆羅克（英語：Lone Rock）是一個位於美國愛荷華州科蘇特縣的城市。

## 地理
隆羅克的座標為43°13′17″N 94°19′30″W / 43.22139°N 94.32500°W，而該地的平均海拔高度為366米（即1201英尺）。

## 人口
根據2010年美國人口普查的數據，隆羅克的面積為0.31平方千米，當中陸地面積為0.31平方千米，而水域面積為0.00平方千米。當地共有人口146人，而人口密度為每平方千米470人。